# Statue des Herakles aus Seleukeia

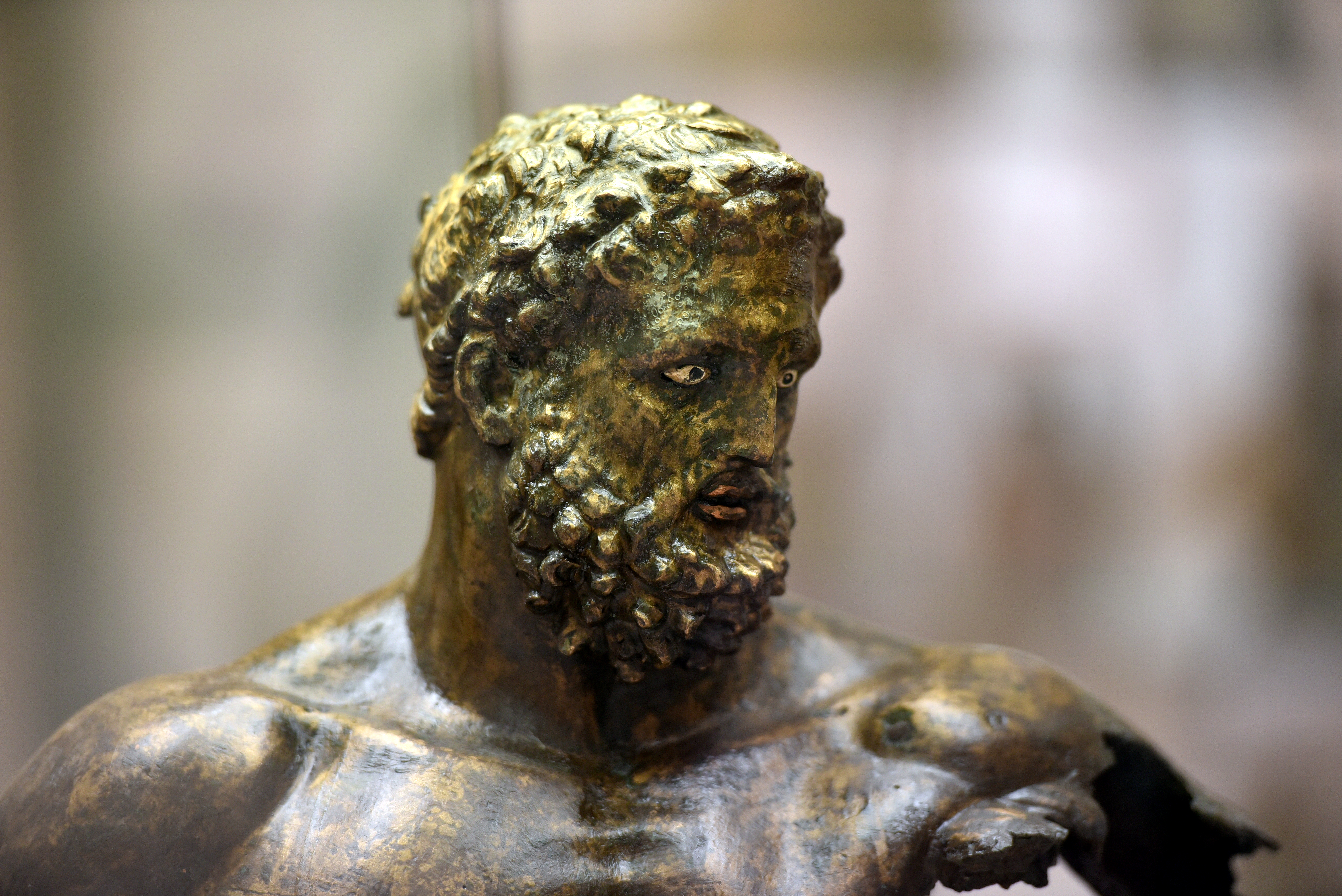
Kopf der Statue

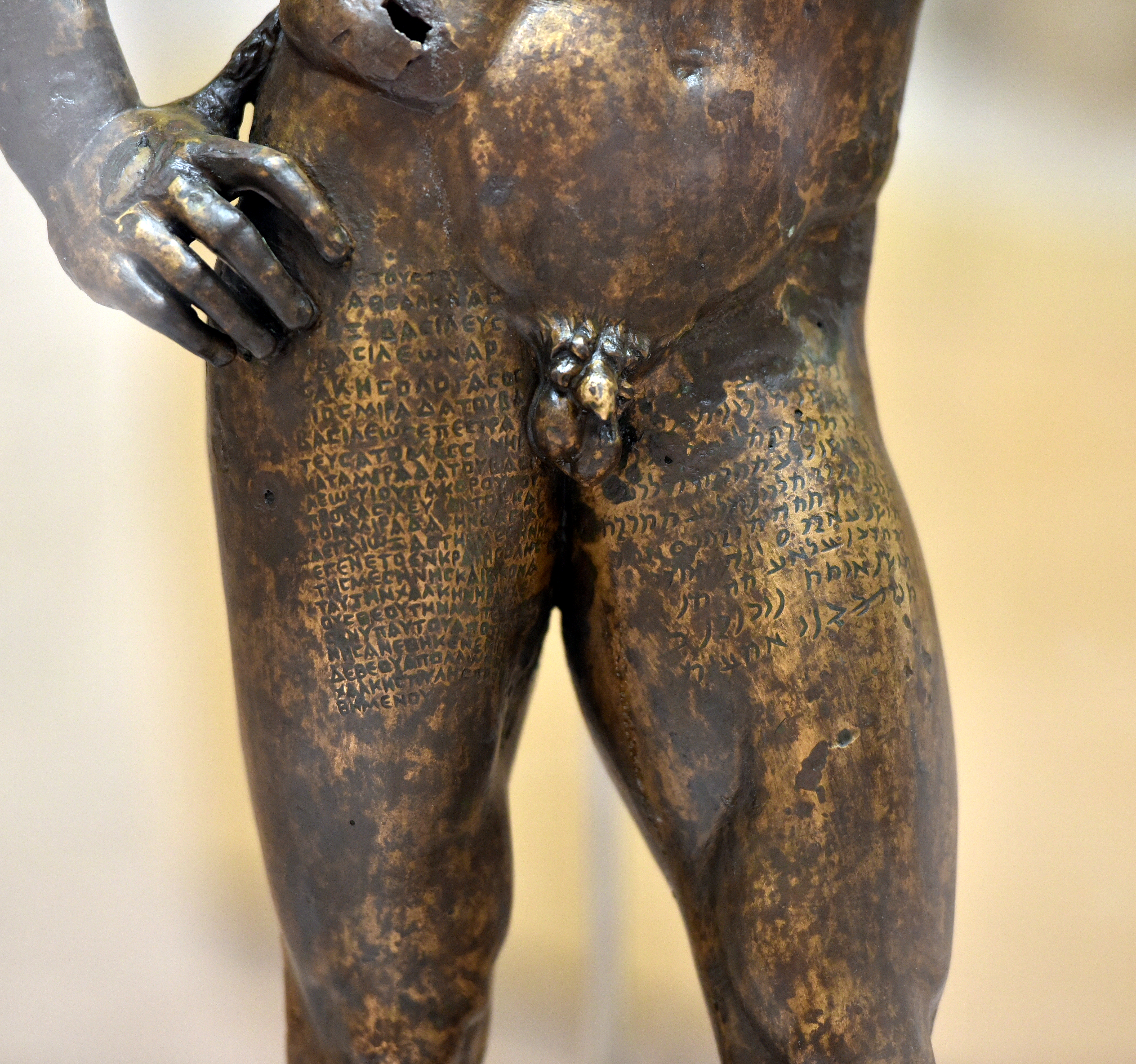
Inschrift auf den Oberschenkeln der Statue des Herakles

Die Statue des Herakles wurde 1984 im Stadtgebiet von Seleukeia-Ktesiphon am Tigris (im heutigen Irak) beim sogenannten Tempel B gefunden. Sie befindet sich seit 1984 im Irakischen Nationalmuseum in Bagdad. Die Statue ist aus Bronze gearbeitet und trägt zwei Inschriften mit fast identischem Inhalt; die eine Inschrift ist in griechischer, die andere in parthischer Sprache verfasst (Bilingue).  Da es aus dem Bereich des Partherreiches nur wenige offizielle Inschriften gibt, kommt diesem Text eine besondere Bedeutung zu.
Die Statue ist 85,5 cm groß und im Hohlgussverfahren hergestellt worden. Das Werk ist von hoher Qualität und ist deshalb wahrscheinlich in einem größeren städtischen Zentrum hergestellt worden; Seleukeia, Susa oder Charax Spasinu sind vorgeschlagen worden. Die Statue lässt sich stilistisch in den Hellenismus, wahrscheinlich in die zweite Hälfte des 2. Jahrhunderts v. Chr., datieren.
Die erheblich später auf ihr angebrachten Inschriften berichten von einer Rückeroberung der Mesene durch die Arsakiden. Die Texte können in das Jahr 151 n. Chr. datiert werden. Mesene, auch als Charakene bekannt, war ein parthischer Vasallenstaat am Persischen Golf. Die genaue Art der Beziehung der Charakene zum König des  Partherreichs ist jedoch umstritten.
Der griechische Text lautet in Übersetzung:
Im Jahr 462 nach der Rechnung der Griechen (damit ist die seleukidische Ära gemeint, die 312 v. Chr. begann) kämpften der König der Könige Arsakes Vologaeses, der Sohn des Mithridates, in Mesene gegen König Mithridates, den Sohn des Pakoros, der zuvor König war, und vertrieb König Mithridates aus Mesene. Er eroberte ganz Mesene. Diese eherne Statue des Gottes Herakles, die er aus Mesene wegbrachte, stellte er im Tempel des Gottes Apollon auf, der vor dem bronzenen Tor sitzt.
Die Statue kam also als Kriegsbeute von Mesene nach Seleukeia. Es ist nicht ganz sicher, was der vor dem bronzenen Tor sitzt meint. Es könnte sich um das Bronzetor des Apollontempels handeln. Das Tor mag aber auch das Stadttor meinen, da der Fundort der Statue nicht weit von einem Stadttor entfernt liegt. Im parthischen Text wird Apollon mit Tir gleichgesetzt, Herakles mit Verethragna. Die Gleichsetzung Apollons mit Tir ist bemerkenswert, da der griechische Gott sonst meist mit Mithras identifiziert wird.
Wenig ist zu den Provinzen des Partherreiches und den Beziehungen des arsakidischen Großkönigs zu den Provinzen bekannt. Von daher ist die kurze Inschrift von großer Bedeutung. Sie bezeugt, dass Mesene eine gewisse Zeit unabhängig gewesen war. Der römische Kaiser Trajan hatte die Region im Jahr 115 oder 116 n. Chr. erobert, nach seinem Tod im Jahr 117 waren die neuen römischen Provinzen jedoch wieder aufgegeben worden. Es erscheint wahrscheinlich, dass Mesene im Anschluss daran zunächst unabhängig vom arsakidischen Partherkönig blieb. Die Inschrift bezeugt jedoch, dass Mesene im Jahr 151 n. Chr. dem Reich wieder einverleibt wurde.